# 沼田靖子
沼田 靖子（ぬまた やすこ、1967年12月13日 - ）は、アメリカ在住の日本の報道記者、フリーアナウンサー、ディレクター。

## 経歴
神奈川県横浜市出身。清泉女子大学文学部国文学科卒業後、1990年に山陽放送にアナウンサーとして入社（同期は榎崎朱子、奥富亮子，久保佳代、横須賀伸一）。後に東京メトロポリタンテレビジョン(TOKYO MX)へ移籍し、ビデオジャーナリストとして活動。
TOKYO MX退社後はホリプロに所属し、フリーアナウンサーとして活動。2003年、気象予報士資格を取得。この前後は健康に関する番組の司会を務めることが多かった。
担当していた番組がリストラ改編で打ち切られたのを契機に、活動の場を海外に移す。当初はアフリカのエリトリアなどで活動。その後いったん帰国し日本で活動していたが、2009年米国へ移り、同年7月よりニューヨークでアメリカ合衆国向け日本語テレビ局「テレビジャパン」のキャスターを務めている。2010年にはNHK衛星放送の現地制作番組ディレクター。2016年からはロイターの報道記者。2017年からはさくらラジオのキャスターも務める。

## 現在の出演番組
- NY株式市況　報道記者（CS　TBSニュースバード、YAHOO!ニュース　他）

## 制作に携わった番組
- 地球テレビ エル・ムンド　リポーター・ディレクター（NHK BS1）
- ニューヨークウェーブ　ディレクター（NHK BS1、BS hi）
- NHK キャッチ＠NYC ディレクター
- NHK 挑戦者たち　ディレクター
- ロイター　TBSニュースバード経済リポーター

## 過去の出演番組
- ザ・フレッシュ!（TBSテレビ）
- RSK5時（山陽放送）
- わくわくせとらんど（山陽放送）
- お元気ですか日本列島「ハツラツ道場」司会（NHK、2003年9月30日〜2005年9月27日）
- FNNスーパーニュース リポーター（フジテレビジョン）
- テレビジャパンＣＬＵＢ キャスター（テレビジャパン）
- 情熱トークUSA インタビュアー（テレビジャパン）
- In The Bubble ディスクジョッキー